# Tayikistán en los Juegos Olímpicos de Atlanta 1996
Tayikistán estuvo representado en los Juegos Olímpicos de Atlanta 1996 por ocho deportistas, seis hombres y dos mujeres, que compitieron en cinco deportes.
El portador de la bandera en la ceremonia de apertura fue el atleta Andrey Abduvaliyev. El equipo olímpico tayiko no obtuvo ninguna medalla en estos Juegos.